# Livada (Sztruga)
Livada (macedónul: Ливада, albánul Livadhia) település Észak-Macedóniában, a Délnyugati körzetben, Sztruga községben.

## Népesség
| Lakosok száma | 378  | 468  | 640  | 909  | 1120 | 22   | 1332 | 1485 | 1132 |
|               | 1948 | 1953 | 1961 | 1971 | 1981 | 1991 | 1994 | 2002 | 2021 |

2002-ben 1485 lakosa volt, akik közül 1388 albán, 1 macedón és 96 egyéb.